# Nemeris sternitzkyi
Nemeris sternitzkyi là một loài bướm đêm trong họ Geometridae.